# 森德
森德（德語：Sehnde，發音：[ˈzeːndə] ⓘ）是德国下萨克森州汉诺威地区的城市，面积103.58平方千米，2023年12月31日人口为24,167人。